# Vianden

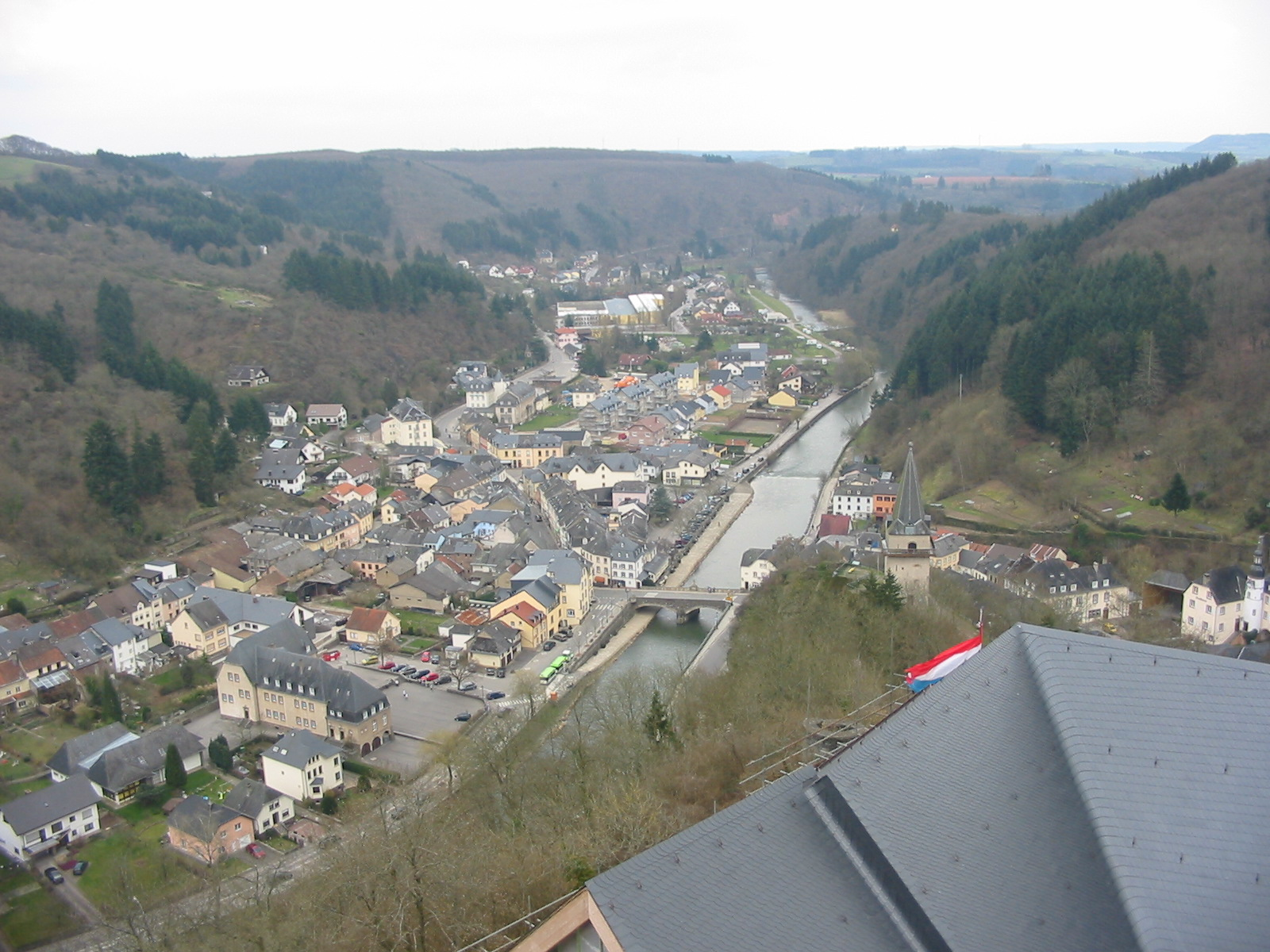
Vianden, vista do castelo

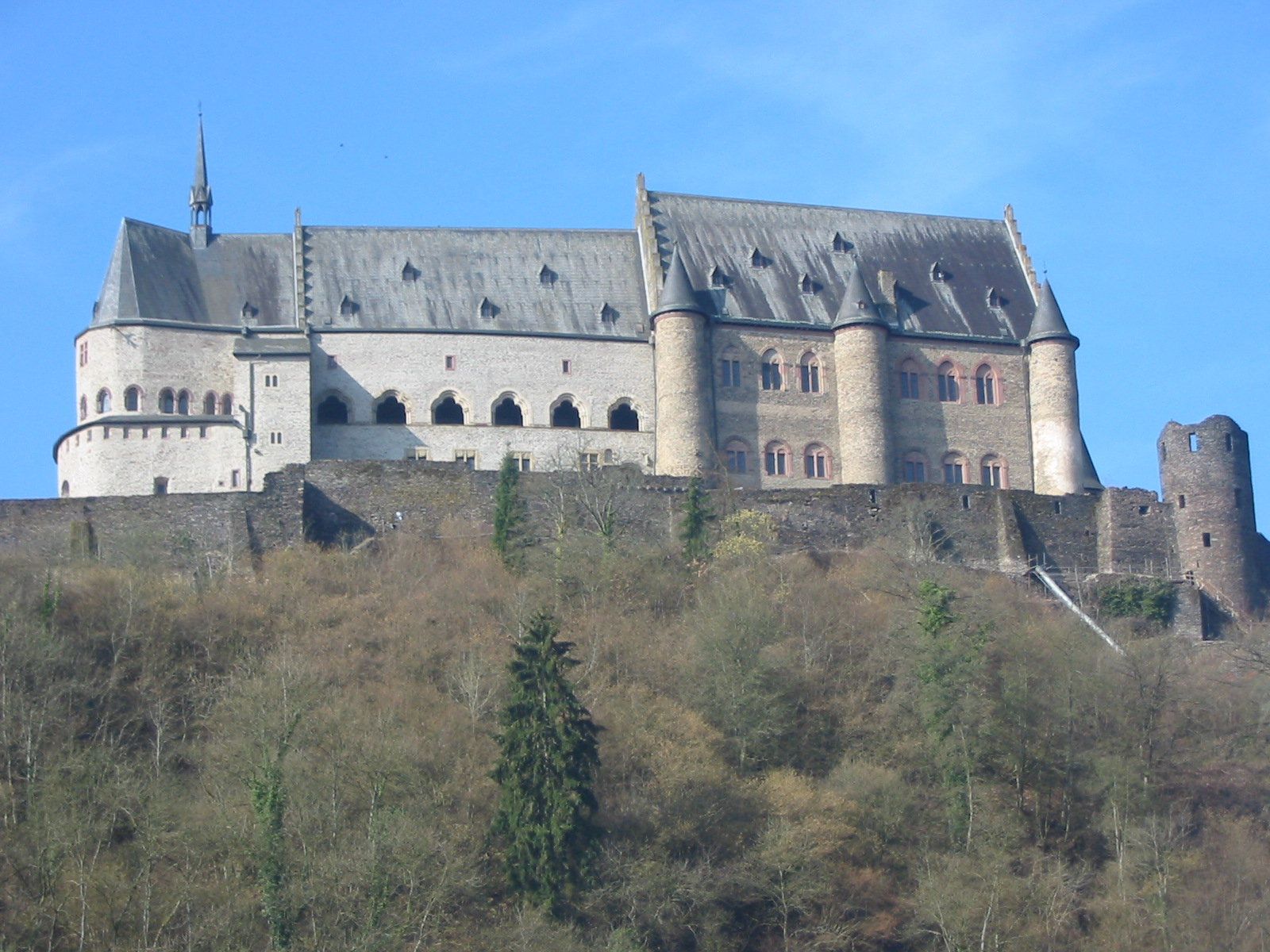
Castelo de Vianden

Vianden (em luxemburguês: Veianen) é uma comuna de Luxemburgo com status de cidade, pertencente ao distrito de Diekirch e ao cantão de Vianden, do qual é capital.
Vianden tem as duas margens rodeadas pelo Rio Our, próximo da fronteira entre o Luxemburgo e a Alemanha. É conhecida pelo seu castelo e pela localização no vale de Our.

## Demografia
Dados do censo de 15 de fevereiro de 2001:
- população total: 1 511
  - homens: 741
  - mulheres: 770

- densidade: 156,26 hab./km²
- distribuição por nacionalidade:

| Nacionalidade  | População | %      |
| -------------- | --------- | ------ |
| luxemburgueses | 955       | 63,20% |
| estrangeiros   | 556       | 36,80% |
| - portugueses  | 342       | 22,63% |
| - franceses    | 23        | 1,52%  |
| - italianos    | 35        | 2,32%  |
| - belgas       | 23        | 1,52%  |
| - alemães      | 27        | 1,79%  |
| - iuguslavos   | 36        | 2,38%  |
| - outros       | 70        | 4,63%  |

- Crescimento populacional:

| Ano        | População |
| ---------- | --------- |
| 15/02/2001 | 1 511     |
| 01/01/2002 | 1 457     |
| 01/01/2003 | 1 464     |
| 01/01/2004 | 1 502     |
| 01/01/2005 | 1 561     |
| 01/01/2010 | 1 679     |
| 01/01/2015 | 1 888     |
| 01/01/2021 | 2 161     |